# Micăsasa
Micăsasa (in ungherese Mikeszásza, in tedesco Feigendorf) è un comune della Romania di 2270 abitanti, ubicato nel distretto di Sibiu, nella regione storica della Transilvania. 
Il comune è formato dall'unione di 2 villaggi: Chesler, Micăsasa, Țapu, Văleni.
Monumenti di una certa importanza del comune sono il Castello Brukenthal e il Tempio fortificato di Ţapu.